# Lamija
Lamija ZMR je v grški mitologiji pošast s kačjim repom in žensko glavo.
Je hči Pozejdona in Libije.